# Michel Berny
Pour les articles homonymes, voir Berny.
Michel Berny est un réalisateur et scénariste français né le 18 février 1945 à Bourg-en-Bresse et mort le 18 décembre 2006 dans le 15e arrondissement de Paris.
il est inhumé au cimetière du Montparnasse, division 3
Michel Berny a réalisé au cinéma Les grands sentiments font les bons gueuletons (1973), avec Michel Bouquet et Jean Carmet, puis Pourquoi pas nous (1981), avec Aldo Maccione et Dominique Lavanant. Il a également travaillé pour la télévision, réalisant séries et téléfilms, notamment Petit déjeuner compris (1980), La Marseillaise (1982) ou C'est quoi ce petit boulot (1991).

## Filmographie
- 1970 : La Révolte (court métrage)
- 1973 : Les grands sentiments font les bons gueuletons (également scénariste)
- 1979 : Histoires de voyous: Les marloupins (TV)
- 1980 : Petit déjeuner compris (TV, 6 épisodes)
- 1981 : Pourquoi pas nous ? (également scénariste)
- 1982 : La Marseillaise (TV)
- 1984 : Billet doux (TV) (également scénariste)
- 1988 : Julien Fontanes, magistrat (TV, un épisode)
- 1991 : C'est quoi, ce petit boulot ? (TV) (également scénariste)